# Granulome de léchage

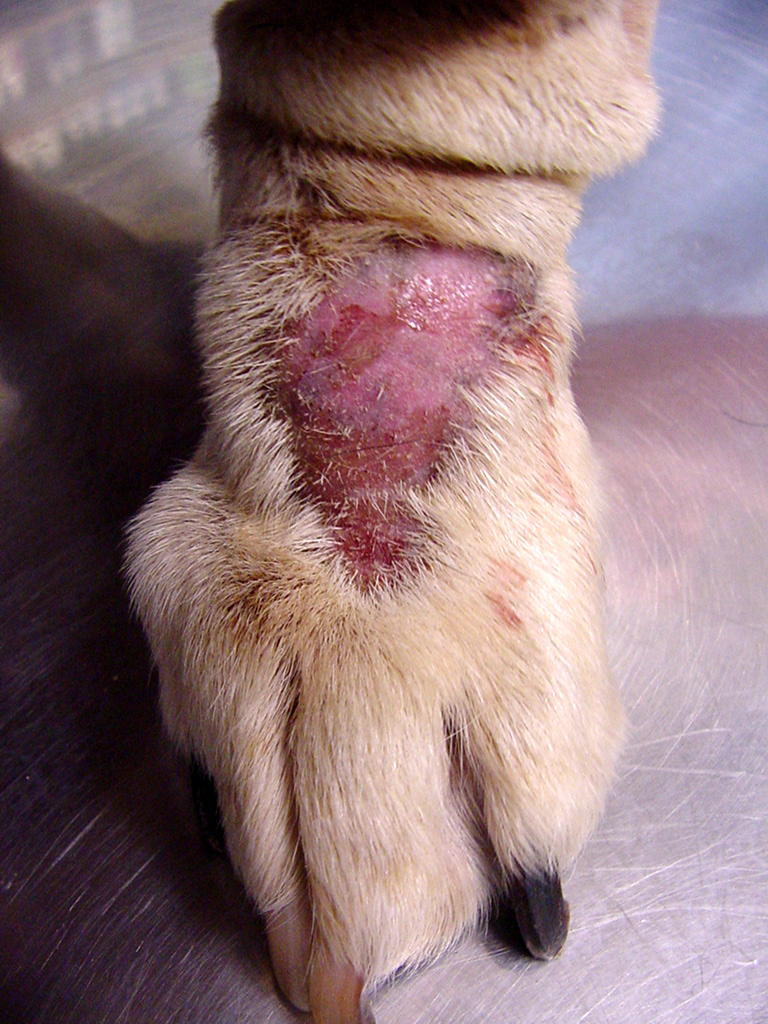
Le granulome de léchage est une lésion cutanée du chien, souvent compliquée par une infection.

Un granulome de léchage est une affection cutanée chez les chiens, résultat d'un léchage excessif d'une partie du corps, notamment le bas d'une patte. La lésion est une plaque ovale, épaisse et particulièrement enflée.

## Causes
Le granulome de léchage est une forme de traumatisme physiologique chez les animaux, en particulier chez les chiens, faite par un léchage excessif au bas de leur corps jusqu'à ce qu'il devienne dur et infecté. La partie basse du corps de l'animal est la plus communément affectée. La cause du granulome de léchage semblerait être psychologique, liée au stress, à l'ennui ou à la compulsivité. Il est souvent considéré être une forme de trouble obsessionnel compulsif canin, mais les autres causes moins communes sont les infections bactériennes, les mycoses, des dégâts faits aux tissus nerveux ou des allergies. Les dermatites pyotraumatiques peuvent également conduire aux granulomes de léchage. Un grand nombre de races canines semble y être exposé.
Les granulomes de léchage apparaissent chez les chiens laissés seuls durant de longues périodes, un cercle vicieux se mettant en place : après l'épilation de la zone, l'érosion cutanée faite par le léchage conduit à la douleur et à l'irritation, ce qui mène à plus de léchage. Une théorie indique que le léchage excessif mène à une libération d'endorphine, pouvant causer une addiction au léchage. Les granulomes de léchage sont habituellement infectés par les bactéries.

## Traitement
Le traitement des causes primaires, si elles sont diagnostiquées, est essentiel. Le chien doit être testé aux allergies, et soigné si les tests se révèlent positifs (au régime hypoallergénique, etc.).
La lésion doit également être traitée.